# Lourdes Grobet Argüelles
Lourdes Grobet Argüelles (Ciutat de Mèxic, 25 de juliol de 1940 - Ciutat de Mèxic, 15 de juliol de 2022) fou una fotògrafa mexicana, coneguda per les seves fotografies de lluitadors mexicans de lluita lliure, tot i que la seva obra és més àmplia i retratà diferents aspectes de la cultura urbana mexicana actual.
La seva obra s'ha exposat arreu del món: a la Galeria Silverstein de Nova York, al Centre Cultural Tijuana (CECUT) i al CFMAB Centro Fotográfico Manuel Álvarez Bravo d'Oaxaca (Mèxic), a la Casa de América i a la Galería Xanon de Madrid, al Festival Internacional de Pingyao (Xina), al Musée du Quai Branly de París, així com a múltiples galeries d'Alemanya, els Països Baixos i el Regne Unit. Els anys seixanta i setanta, el moviment estudiantil i, en conseqüència, el feminisme i l'art de grup estigueren presents en la seva obra. Es definí com a filla de les ensenyances de Mathias Goeritz, de Kati Horna, de Gilberto Aceves Navarro i del Santo, el personatge més paradigmàtic de la lluita lliure mexicana.

## Obres
- Se escoge el tiempo (We choose the time, 1983)
- Luciernagas (Lucioles, 1984)
- Bodas de Sangre (Drops of blood, 1987)
- Santo y Seña de los Recintos Históricos de la Universidad de México, Éd. Universidad Nacional Autónoma de México (1996) ISBN 968-36-4630-1
- Lourdes Grobet, Turner, (2004). ISBN 84-7506-620-8
- Lourdes Grobet: Lucha Libre, Editorial Trilce (2005) ISBN 1-933045-05-1
- Espectacular de Lucha Libre, Editorial Trilce (2008) ISBN 968-9044-16-8
- Lucha libre mexicana, Editorial Trilce (2008) ISBN 968-9044-17-6